# 1969 ve fotografii
Tento článek popisuje významné události roku 1969 ve fotografii.

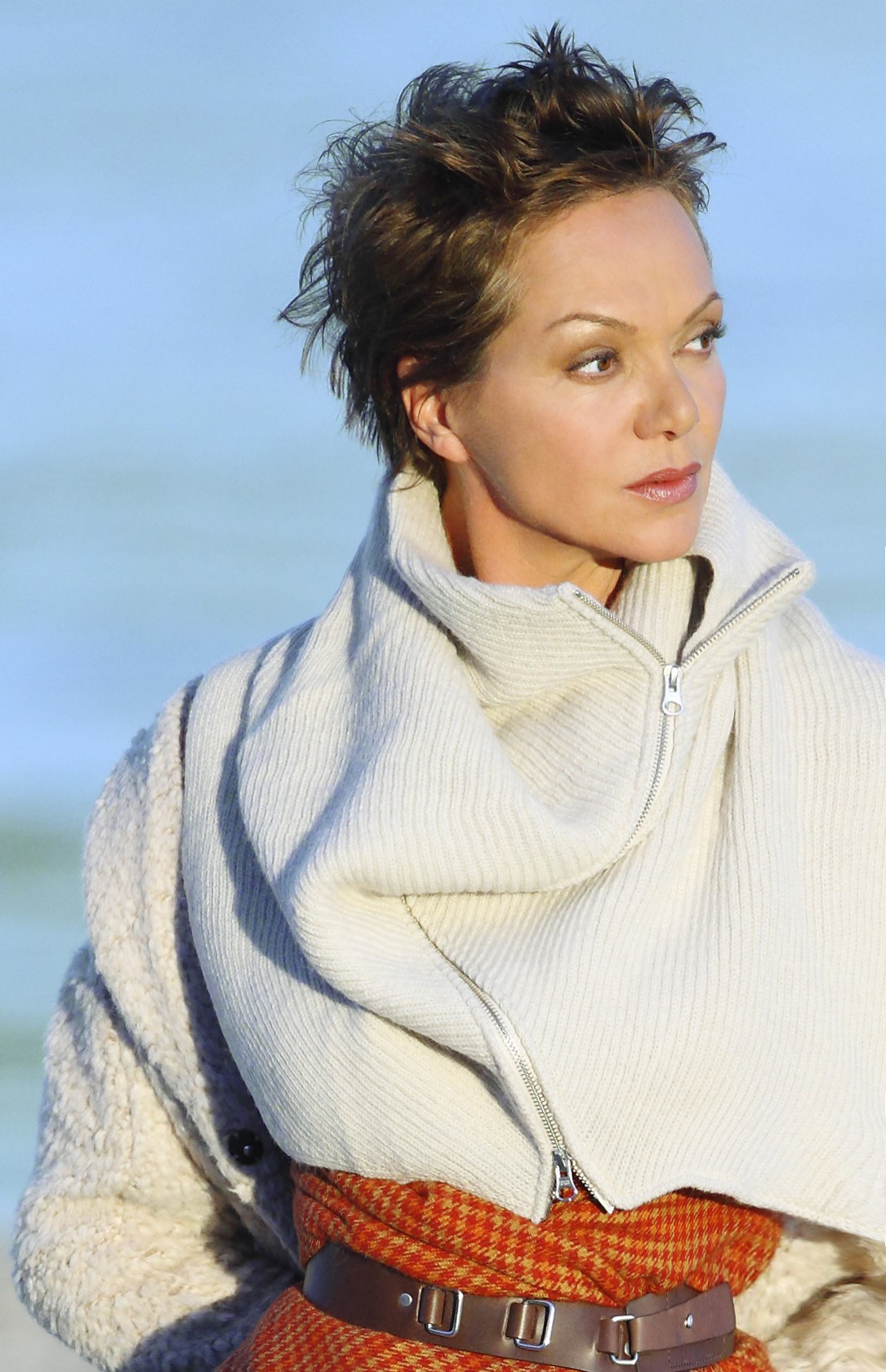
V tomto roce se narodila Gabriele Viertel, německá fotografka a umělkyně žijící v Nizozemsku

## Události
- 21. července – američtí astronauté fotografovali poprvé na Měsíci. Neil Armstrong vyfotografoval Edwina Aldrina speciálně upravenou 70 mm kamerou Hasselblad 500EL.[1]
- Willard Boyle a George E. Smith v Bellových laboratořích vynalezli CCD čip.

## Ocenění
- World Press Photo – Hanns-Jörg Anders
- Prix Niépce – Jean-Pierre Ducatez
- Prix Nadar – Erwin Fieger, Treize photo-essais, ed. Accidentia
- Zlatá medaile Roberta Capy – Anonymní český fotograf, Look, „A Death to Remember“ (později se ukázalo, že se jedná o Josefa Koudelku).
- Cena za kulturu Německé fotografické společnosti – Herbert Bayer a Hellmut Frieser
- Pulitzer Prize for Spot News Photography – Eddie Adams, Associated Press, za fotografii „Saigonská exekuce“.
- Pulitzer Prize for Feature Photography – Moneta Sleet z Ebony magazine, „za fotografii vdovy a dětí Martina Luthera Kinga Jr., pořízená na pohřbu Dr. Kinga.“

## Narození v roce 1969

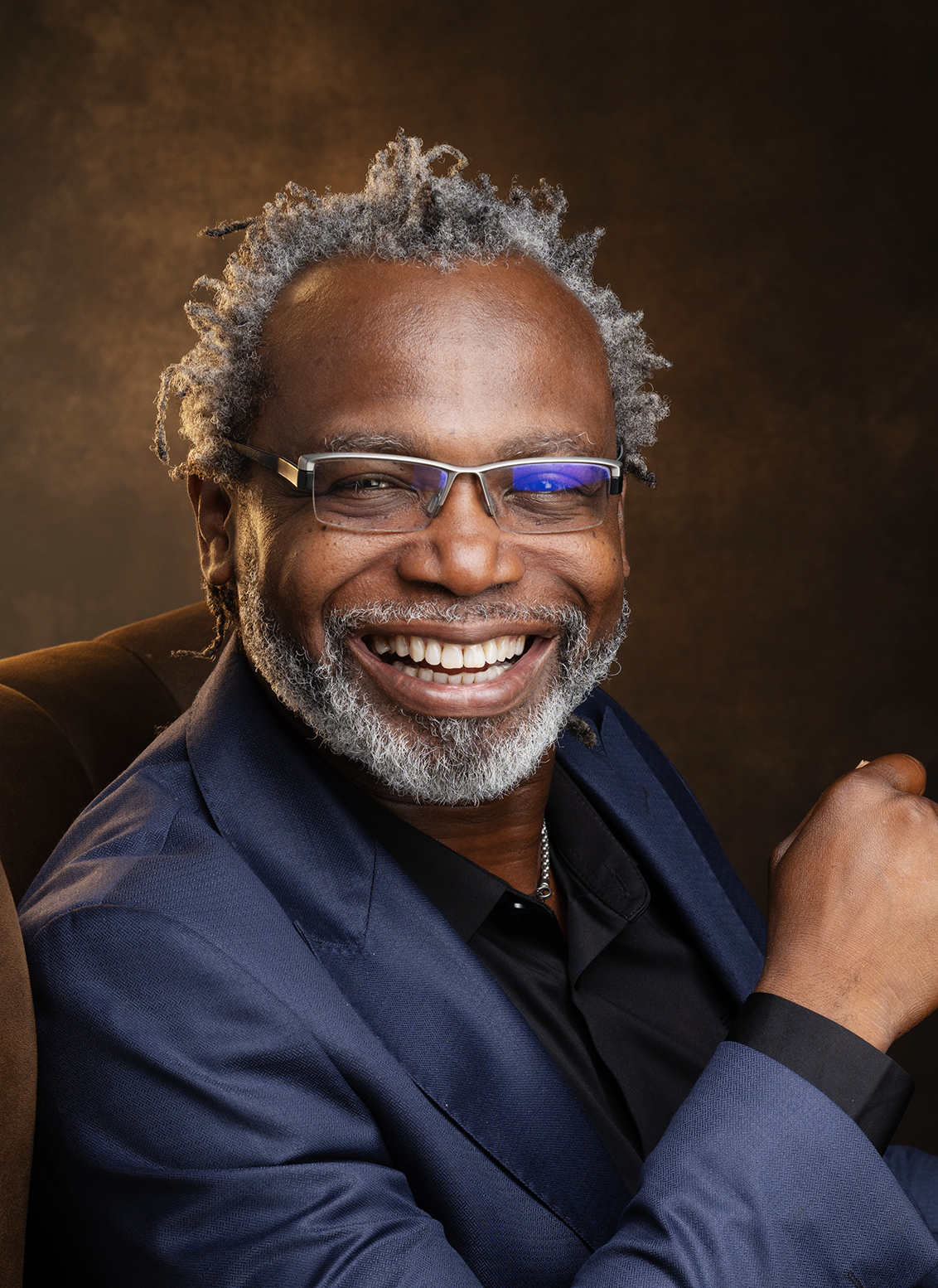
Dne 29. prosince se narodil Kelechi Amadi-Obi, nigerijský kreativní fotograf, malíř, umělec a vydavatel časopisu Mania Magazine

- 25. února – Henryk Mrejzek, český fotograf
- 3. května – Gaby Herbstein, argentinská vizuální umělkyně a fotografka
- 7. května – Jennifer Alleynová, kanadská umělkyně, filmařka, spisovatelka a fotografka švýcarského původu, žije a pracuje v Montréalu
- 7. května – Marc Rylewski, francouzský fotograf a filmař
- 24. června – Šigeru Saeki, japonský fotograf
- 9. července – Tyler Hicks, brazilský fotoreportér, který pracuje jako fotograf pro The New York Times
- 14. července – Tomáš Sládek, český potápěč, instruktor potápění, publicista, školitel, fotograf/podvodní fotograf a jeskyňář († 6. dubna 2016)
- 8. září – Petter Hegre, norský fotograf, erotické fotografie a fotografie ženského aktu
- 20. září – Sage Kirkpatrick (roz. Petra Šimčeková), česká fotografka a herečka aktivní v USA
- 18. října – Monique Velzeboerová, nizozemská fotografka a rychlobruslařka; fotografuje nejpůsobivější místa v Mexiku, Indii, Rwandě, Bangladéši a Nepálu, prodává fotografie, kalendáře, pohlednice a výtěžek věnuje dětem s postižením v rozvojových zemích
- 28. října – Jozef Danyi, český fotograf, zabývá se grafickou prací s fotografiemi a portrétní fotografií
- 25. listopadu – Eline Mugaas, norská fotografka
- 25. listopadu – Vita Kin, ukrajinská módní návrhářka a fotografka
- 29. prosince – Kelechi Amadi-Obi, nigerijský kreativní fotograf, malíř, umělec a vydavatel časopisu Mania Magazine
- ? – Alessandra Tesi, italská fotografka, instalace založené na fotografických obrazech a pomocí světla a projekcí, často spočívajících na skleněných podpěrách
- ? – David Guttenfelder, americký fotožurnalista se zaměřením na geopolitické konflikty, ochranu přírody a kulturu, fotograf časopisu National Geographic, známý fotografiemi Severní Koreje
- ? – Emilio Morenatti, španělský fotograf
- ? – Gabriele Viertel, německá fotografka a umělkyně žijící v Nizozemsku
- ? – Lori Nix, americká fotografka ručně vyráběných dioramat
- ? – Brent Stirton, jihoafrický fotograf, válečný fotograf a fotoreportér, hlavní fotograf společnosti Getty Images
- ? – Regina Virserius, švédská fotografka
- ? – Steven Kazlowski, americký fotograf divoké přírody
- ? – Guy Veloso, brazilský dokumentární fotograf a malíř
- ? – Justine Kurland, americká fotografka
- ? – Stephan Vanfleteren, belgický fotograf

## Úmrtí v roce 1969
- 15. ledna – Fran Krašovec, slovinský fotograf (* 25. listopadu 1892)
- 26. ledna – Mark Shaw, americký fotograf (* 25. června 1921)
- 14. března – Ben Shahn, americký novinářský fotograf (* 12. září 1898)
- 3. dubna – Adele Younghusband (* 3. dubna 1878)
- 17. června – František Illek, český fotograf (* 14. září 1904)
- 29. srpna – Jiří Rublič, český fotoreportér (* 7. dubna 1910)
- 7. září – Arthur Benda, německý fotograf (* 23. března 1885)
- 3. října – Vladimír Rýpar, český novinář a fotograf  (* 18. listopadu 1903)
- 15. prosince – Jackie Martinová, americká fotoreportérka, novinová a sportovní redaktorka, umělecká ředitelka a obrazová redaktorka metropolitních novin, fotografovala pro Bílý dům (* 1. dubna 1903)
- ? – Paul Popper, český fotoreportér, redaktor, vydavatel a zakladatel obrazové agentury Popperfoto (* ?)
- ? – Fernand Bignon, francouzský fotograf (* ?)
- ? – Daniel Masclet, francouzský fotograf (* ?)